# Área segura

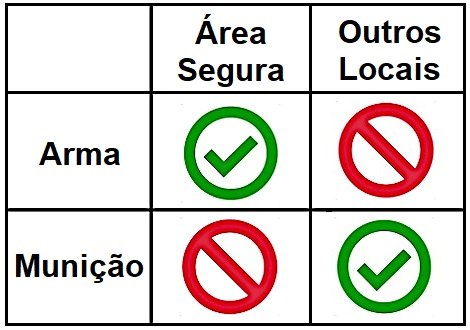
Quadro de procedimentos de área segura.

Área Segura é um termo usado nos esportes de tiro que descreve uma baia com uma direção segura onde os atiradores podem manusear armas descarregadas sem a supervisão de um "Range Officer" (RO). As áreas seguras são amplamente utilizadas em modalidades de esporte de tiro dinâmico (por exemplo, IPSC e PPC 1500) e podem, por exemplo, ser usadas para embalar, desembalar ou coldrear uma arma, limpeza ou reparo, tiro em seco e treinamento com carregadores vazios.
O manuseio de munições é expressamente proibido dentro da área segura, incluindo quaisquer cartuchos fictícios. Fora da área de segurança, a munição pode ser manuseada livremente para municiar carregadores, mas as armas de fogo só podem ser manuseadas sob a supervisão direta de um "Range Officer". Esta separação estrita de armas de fogo e munições evita acidentes como "disparo acidental" - "accidental discharge" (AD). Os infratores serão punidos gerelmente, com desclassificação imediata e exclusão da competição.